# Люксембург (провінція Бельгії)
Люксембург (фр. Luxembourg [lyksɑ̃buʁ] ( прослухати); нід. Luxemburg [ˈlyksəmˌbʏr(ə)x] ( прослухати); нім. Luxemburg [ˈlʊksm̩bʊʁk] ( прослухати); люксемб. Lëtzebuerg [ˈlətsəbuəɕ] ( прослухати); валлон. Lussimbork, також називається Бельгійський Люксембург або Західний Люксембург) — одна з десяти провінцій Бельгії та одна з п'яти валлонських провінцій. Межує з провінціями Льєж, Намюр, Францією та державою Люксембург. Адміністративний центр — Арлон.

## Найбільші міста
Міста з населенням понад 10 тисяч осіб:
| Назва міста      | Населення, осіб (2008) |
| ---------------- | ---------------------- |
| Арлон            | 26929                  |
| Марш-ан-Фамен    | 17134                  |
| Обанж            | 15333                  |
| Бастонь          | 14577                  |
| Віртон           | 11233                  |
| Дюрбюї           | 10780                  |
| Лібрамон-Шевіньї | 10052                  |